# 喻思慥
喻思慥（16世紀—1650年1月15日（永曆三年十二月戊戌）），四川重慶府榮昌縣人，明朝、南明政治人物。

## 生平
喻思慥是萬曆三十一年（1603年）四川鄉試舉人，獲授獲鹿知縣，改任大理評事，轉寺副。崇禎元年（1628年），他審判魏黨黨人張體乾、谷應選的逆案定罪，升為戶部山西司郎中，管理河西事務。警報傳來，喻思慥運粟米入京，不怕艱險；外任為威清僉事，以勤王功勞，移官雲南副使。昆明東部的土司造反，喻思慥到邊界責問臨邊詰貢，土司賠罪，救活當地萬人，人們為他在祠小關嶺孔明橋側建立生祠；之後他調任金騰參議，乞求歸鄉。四川動亂，朝廷命喻思慥負責軍務，屯駐銅仁、安輯等六府，控制酋民，西南屏障由他一人支撐。不久加太僕少卿，以副都御史巡撫貴州。王應熊上疏以四川人處理四川事，因此兼理川巡撫。其後獲召升官左都御史，勞累而死。

## 引用
1. 1 2  錢海岳《南明史·卷三·本紀第三》：（永曆三年十二月）戊戌，………左都御史喻思慥卒。
2. 1 2  錢海岳《南明史·卷五十六·列傳第三十二》：喻思慥，榮昌人。萬曆三十一年舉於鄉。授獲鹿知縣，遷大理評事，轉寺副。崇禎元年，鞫魏黨張體乾、谷應選等逆案定罪。陞戶部山西司郎中管河西務，警報至，運粟入京，不避艱險。出為威清僉事，以勤王功，移雲南副使。
3. ↑  錢海岳《南明史·卷五十六·列傳第三十二》：昆左土司反，思慥臨邊詰貢，土司稽首，活生靈以萬計，夷漢生為立祠小關嶺孔明橋側。調金騰參議，乞歸。四川亂，命總理軍務，屯銅仁，安輯六府，控制百酋，西南屏障，獨撐半壁。加太僕少卿，以副都御史巡撫貴州。王應熊疏以川人辦川事，復兼理川撫。久之，召擢左都御史，以勞瘁卒。